# Шидловецкий, Николай (Младший)
Миколай Станислав Шидловецкий (1480, Шидловец — 1532, Шидловец) — польский государственный деятель, каштелян радомский, великий казначей коронный (1515—1532).

## Биография
Представитель польского магнатского рода Шидловецких герба «Одровонж». Четвертый сын Станислава Шидловецкого (ок. 1405—1493) и Софьи из Годзикова и Плешова (ок. 1440 — ок. 1505). Родные братья — Кшиштоф, Пётр, Павел и Мартин.
С 1502 года был женат на Анне Тенчинкой, дочери воеводы русского и белзского Николая Тенчинского (ок. 1465—1497). У супругов было два сына и три дочери, которые умерли в детстве.
Один из хронистов писал о детстве Николая: «Наряду с этим религиозным воспитанием, вероятно, главным образом руководимым матерью, было умственное, а рядом с ним и физическое, борьба и рыцарские скачки, упражнения в владении копьем, в которых Николай превосходил всех своих старших братьев».
Он становится дворянином короля Яна Ольбрахта в 1497 году, монарх дал ему должность ложничего, он принимает участие в Буковинской экспедиции, он ранен, он показал свою силу, "ибо он был силен в руке, храбр в руке быстр в движениях, ловок и жив, проворен, не «он не имел себе равных в рыцарских играх ни среди врагов своих, ни среди братьев своих. А в обращении с копьем он превосходил и братьев своих, и многих своих товарищей».

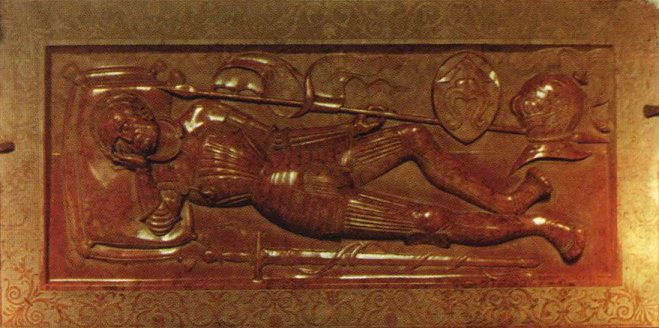
Надгробие Николая Шидловецкого в пресвитерии костела Святого Зигмунта.

В 1501 году он был представлен двору принца Сигизмунда Казимировича, будущего короля польского Сигизмунда Старого.
С 1508 года подкоморий надворный, подкоморий краковский, каштелян радомский с 1510 года, кравчий великий коронный и подскарбий великий коронный с 1515 года, староста гостынинский, радомский, леловский, освенцимский, шидловецкий и заторский. После смерти отца Станислава он унаследовал город Шидловец и его окрестности.
Выдающийся деятель Возрождения, меценат. Основатель реконструкции королевского замка в Радоме и шидловецкого замка в стиле Ренессанса, подарил алтари в церковь св. Зигмунта в Шидловце. Он был похоронен в этой церкви, в надгробии эпохи Возрождения из красного мрамора. В 1528—1529 годах он построил госпитальную церковь Святого Духа и Святой Анны с богадельней. Он был построен на месте второй крепости, одной из первых Шидловецких крепостей — Славека. В 1505 году он получил от короля Александра привилей на две ярмарки в апрельское воскресенье и в день Св. Вавжинца и пятничные ярмарки (с 1508 года). Он создал новый район под названием Скалка, а в 1512 году основал еще один район под названием Складов (Прага). Вместе с местным приходским священником он создал еще один район под названием Провоства (сегодня южная часть Старого города) с Рыночной площадью приходского дома. Он был участником подписания Краковского мирного договора 1525 года. Вместе со своим братом Кшиштофом он инициировал строительство начальной школы до 1529 года.